# CD ripper
Un CD ripper, CD grabber o CD extractor è un software che ha lo scopo di estrarre audio digitale da un Compact disc (nel formato CDDA) in un file in formato audio generalmente MP3, WAV, ACC oppure Ogg Vorbis.
L'operazione di estrazione si chiama ripping.

## Introduzione

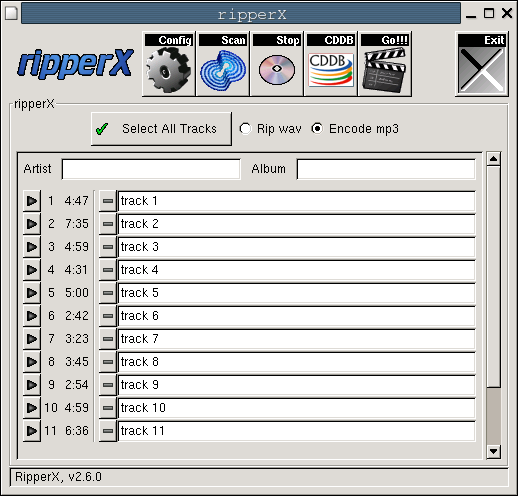
ripperX per GNU/Linux

Come passaggio intermedio, alcuni "CD extractor" salvano temporaneamente le tracce in formato lossless (senza perdita di qualità) come i formati WAV, FLAC o anche audio PCM. Tuttavia, l'audio estratto può essere salvato anche in formati non compressi (come WAV o PCM) o in formati lossless (come FLAC) per scopi di archiviazione.
L'audio estratto viene quindi compresso, se desiderato, utilizzando un processo di encoding lossy in codec come MP3, AAC, Ogg Vorbis o WMA. Questi file sono più compatti e sono adatti ad essere utilizzati con lettori audio digitali o riprodotti direttamente da un programma lettore multimediale su computer. In alternativa, l'audio può essere mantenuto in formati lossless o non compressi per preservare la massima qualità possibile.
Alcuni estrattori di CD offrono anche la possibilità di verificare l'integrità dei dati estratti confrontando i codici di controllo con un database online, garantendo così una copia accurata e priva di errori o segnalando difformità nel sample in caso di errori.

## Metadata
La maggior parte dei programmi di estrazione supporta i metadata ed assiste l'utente nella loro creazione. Il formato MP3, per esempio, permette di inserire informazioni come titolo, artista, album e numero di traccia (tag ID3).
Alcuni programmi cercano anche di identificare il disco da estrarre e provvede a recuperare queste informazioni online, servendosi di network come AMG LASSO, Freedb, Gracenote CDDB, GD3 oppure MusicBrainz.
Se il CD ha associato un file CD-Text, può essere usato questo per reperire queste informazioni.

## Compact Disc Seek Jitter
Nel contesto dell'estrazione dell'audio digitale da un CD, il termine "Compact Disc Seek Jitter" si riferisce a variazioni temporali o instabilità durante il processo di lettura dei dati dal disco. Queste variazioni possono influenzare negativamente la qualità dell'estrazione dell'audio.

### Definizione
Il seek jitter si verifica quando il lettore CD si sposta da una posizione all'altra sul disco (seek) e c'è una piccola incertezza nel posizionamento del laser rispetto ai dati da leggere. Questa incertezza può portare a una lettura non precisa dei dati audio. Questo fenomeno è una conseguenza delle specifiche del Red Book, che non prevedono l'indirizzamento accurato del blocco durante la ricerca.

### Cause
Il seek jitter può essere causato da vari fattori:
- Meccanica del Lettore: Imperfezioni nei componenti meccanici del lettore CD, come il motore del disco o il sistema di guida del laser.
- Qualità del Disco: Graffi, polvere o imperfezioni sul disco possono influenzare la capacità del lettore di posizionare accuratamente il laser.
- Velocità di Lettura: Letture ad alta velocità possono accentuare il problema del seek jitter.

### Effetto sull'Audio
Il seek jitter può causare:
- Errori di Lettura: Piccoli errori di lettura che si traducono in distorsioni o perdita di dati nel file audio estratto.
- Qualità del Suono: Artefatti sonori come clic, pop, o altri rumori che degradano la qualità dell'audio.

### Mitigazione
Per ridurre gli effetti del seek jitter, possono essere utilizzate diverse tecniche e tecnologie:
- Tecnologie di Correzione degli Errori: I lettori CD e i software di ripping moderni spesso includono tecnologie che possono rilevare e correggere alcune forme di jitter.
- Accurate Stream Extraction (Secure Mode): Software come Exact Audio Copy (EAC) utilizzano modalità di estrazione sicura per rilevare e correggere il seek jitter, ripetendo la lettura delle sezioni problematiche del disco fino a ottenere dati corretti.
- Uso di Drive di Alta Qualità: Utilizzare un lettore CD di alta qualità con buone caratteristiche meccaniche può ridurre l'incidenza del jitter.

### Importanza nel CD Ripping
Il seek jitter è una sfida significativa nel processo di CD ripping, poiché un'estrazione accurata dei dati audio è essenziale per mantenere la qualità del suono. Ecco perché molti audiofili e professionisti del suono prestano particolare attenzione ai dettagli tecnici del loro hardware e software di ripping per minimizzare il seek jitter e garantire che le loro copie digitali siano il più possibile fedeli all'originale.

## Curiosità
- Alcuni programmi all-in-one (tutto-in-uno) possono semplificare l'intero processo provvedendo a "rippare" un CD e masterizzarlo su un CD vergine convertendo al volo i file (generalmente in formato MP3 oppure OGG).
- Il primo "CD ripper" per un sistema Unix fu cdda2wav, adesso rimpiazzato da cdparanoia.
- Nel glossario hacker Jargon File la voce rip descrive il termine come nato nello slang Amiga, dove veniva usato come "estrazione di contenuto multimediale dai dati di un programma".

### Programmi

#### BSD e GNU/Linux
- Grip audio ripper
- Asunder
- Sound Juicer, "CD ripper" di default sulle distribuzioni Ubuntu

#### Mac OS
- iTunes
- Max

#### Windows
- Audiograbber
- BonkEnc
- CDex
- dBpoweramp
- Easy CD-DA Extractor
- Exact Audio Copy (EAC)
- Foobar2000
- iTunes
- Jack! The Knife
- MediaMonkey
- Musicmatch Jukebox
- Nero Burning ROM
- Spider Player
- Winamp
- Windows Media Player

### Back-ends
I Back-ends sono programmi usati da riga di comando.
- Cdda2wav
- cdparanoia per Unix e sistemi Unix-like.